# Juventus 1942-1943
Questa voce raccoglie le informazioni riguardanti la Juventus nelle competizioni ufficiali della stagione 1942-1943.

## Stagione

Il neoacquisto Giuseppe Meazza, 10 reti nella sua unica stagione in maglia bianconera.

La rosa vide le maggiori novità negli innesti di un nuovo portiere, il promettente Sentimenti IV, e in ottobre di un crepuscolare Giuseppe Meazza, all'unica stagione in maglia bianconera e in cerca di riscatto dopo alcune stagioni non all'altezza della sua fama.
Più vivace fu la situazione relativa alla panchina: in estate la Juventus iniziò la preparazione agli ordini di Virginio Rosetta e Luis Monti, rispettivamente direttore tecnico e allenatore, tuttavia tra agosto e settembre Felice Borel, di ritorno in bianconero dopo un'annata trascorsa con i concittadini granata, pur da calciatore cominciò a insegnare alla squadra il modulo del sistema, collaborando con i due tecnici e proponendosi di fatto nel doppio ruolo di giocatore-allenatore; per precedenti accordi con il Torino, infatti, Farfallino non poteva essere impiegato in campo sino al 1943. Frattanto, in novembre Monti andò al Varese, mentre i granata liberarono anticipatamente Borel permettendogli di rivestire immediatamente la maglia juventina.

Vittorio Sentimenti, migliore marcatore stagionale juventino con 22 gol.

Proprio nella stracittadina del 18 ottobre 1942, infortunato, Farfallino seguì ugualmente in campo la squadra nelle vesti di allenatore, utilizzando il tesserino di Rosetta: tale comportamento portò alla squalifica di entrambi sino alla fine del mese. Successive indagini della Federcalcio stabilirono che Borel da tempo svolgeva abusivamente attività tecnica per i bianconeri, imponendo che questi venisse da quel momento utilizzato dalla formazione piemontese esclusivamente come calciatore; sicché dal 30 ottobre 1942 sino al termine dell'annata, la Juventus fu ufficialmente guidata dal solo Rosetta.
Per quanto concerne il lato sportivo, i piemontesi chiusero il campionato di Serie A al terzo posto, dietro a un nascente Grande Torino e alla rivelazione Livorno, distinguendosi per il miglior attacco del torneo grazie al tridente composto da Riza Lushta (16 gol), Sentimenti III (17) e Meazza (10). Infine in Coppa Italia la Juventus, detentrice del trofeo, dopo aver superato ai sedicesimi di finale la MATER di Roma in goleada (con una cinquina di Sentimenti III che bastò a farne, in coabitazione con il granata Valentino Mazzola e il genoano Bruno Ispiro, il capocannoniere dell'edizione), venne eliminata agli ottavi da un'altra formazione capitolina, la Lazio del futuro bianconero Silvio Piola.

## Divise
| Casa | Trasferta | Terza divisa | 1ª portiere |

## Organigramma societario
Area direttiva
- Presidente: Piero Dusio

Area tecnica
- Allenatore: Felice Borel

## Rosa
| N. |                   | Ruolo | Calciatore              |
| -- | ----------------- | ----- | ----------------------- |
|    | Italia (bandiera) | P     | Giuseppe Peruchetti     |
|    | Italia (bandiera) | P     | Lucidio Sentimenti (IV) |
|    | Italia (bandiera) | D     | Alfredo Foni            |
|    | Italia (bandiera) | D     | Gino Manni              |
|    | Italia (bandiera) | D     | Pietro Rava             |
|    | Italia (bandiera) | D     | Pietro Sforzin          |
|    | Italia (bandiera) | D     | Giovanni Varglien (II)  |
|    | Italia (bandiera) | C     | Francesco Capocasale    |
|    | Italia (bandiera) | C     | Teobaldo Depetrini      |
|    | Italia (bandiera) | C     | Ugo Locatelli           |
|    | Italia (bandiera) | C     | Pietro Magni            |

| N. |                    | Ruolo | Calciatore                |
| -- | ------------------ | ----- | ------------------------- |
|    | Italia (bandiera)  | C     | Aldo Marelli              |
|    | Italia (bandiera)  | C     | Carlo Parola              |
|    | Italia (bandiera)  | C     | Vittorio Sentimenti (III) |
|    | Italia (bandiera)  | A     | Savino Bellini            |
|    | Italia (bandiera)  | A     | Felice Borel (II)         |
|    | Italia (bandiera)  | A     | Lelio Colaneri            |
|    | Albania (bandiera) | A     | Riza Lushta               |
|    | Italia (bandiera)  | A     | Giuseppe Meazza           |
|    | Italia (bandiera)  | A     | Ercole Rabitti            |
|    | Italia (bandiera)  | A     | Mario Ventimiglia         |

## Risultati

### Serie A

#### Girone di andata
| Arbitro: | Scorzoni (Bologna) |

|                   |           |           |
| V. Sentimenti 35’ | Marcatori | 60’ Boffi |

| Arbitro: | Dattilo (Roma) |

|             |           |           |
| Alberti 89’ | Marcatori | 38’ Borel |

| Arbitro: | Barlassina (Novara) |

|                                      |           |                                                  |
| Bellini 79’ V. Sentimenti 90’ (rig.) | Marcatori | 24’ Ferraris 29’, 52’ Menti 61’ Loik 82’ Mazzola |

| Arbitro: | Fois (Roma) |

|            |           |  |
| Pisano 86’ | Marcatori |  |

| Arbitro: | Scorzoni (Bologna) |

|                                                                      |           |        |
| Borel 2’ Ventimiglia 24’ Locatelli 50’ V. Sentimenti 57’ Bellini 70’ | Marcatori | 64’ Gè |

| Arbitro: | Pizziolo (Firenze) |

|                                             |           |                                                  |
| Piola 12’, 50’, 63’ (rig.), 64’ Flamini 48’ | Marcatori | 46’ (rig.), 77’ (rig.) V. Sentimenti 62’ Bellini |

| Arbitro: | Dattilo (Roma) |

|                                       |           |               |
| Lushta 2’ V. Sentimenti 8’ Meazza 39’ | Marcatori | 82’ Reguzzoni |

| Arbitro: | Scorzoni (Bologna) |

|                       |           |                                                |
| Di Benedetti 14’, 60’ | Marcatori | 23’ V. Sentimenti 27’ (aut.) Mancini 80’ Borel |

| Arbitro: | Galeati (Bologna) |

|                                                           |           |                                   |
| V. Sentimenti 16’ Meazza 39’ Lushta 63’ Ventimiglia 90+1’ | Marcatori | 80’ (rig.) Campatelli 84’ Baldini |

| Arbitro: | Zelocchi (Modena) |

|  |           |                                            |
|  | Marcatori | 1’ Borel 26’ Ventimiglia 41’ V. Sentimenti |

| Arbitro: | Scorzoni (Bologna) |

|              |           |                   |
| Tosolini 66’ | Marcatori | 54’ V. Sentimenti |

| Arbitro: | Zelocchi (Modena) |

|                                     |           |                          |
| Depetrini 26’ Meazza 55’ Lushta 78’ | Marcatori | 29’, 77’ (rig.) Trevisan |

| Arbitro: | Galeati (Bologna) |

|                |           |                      |
| Cappellini 89’ | Marcatori | 32’ Magni 65’ Meazza |

| Arbitro: | Barlassina (Novara) |

|                                                        |           |                    |
| Magni 30’ Lushta 61’, 70’ Meazza 68’ V. Sentimenti 84’ | Marcatori | 19’, 41’ Michelini |

| Vicenza 10 gennaio 1943, ore 14:30 CET 15ª giornata | Vicenza           | 0 – 0 referto | Juventus | Stadio del Littorio\| Arbitro: \| Zelocchi (Modena) \| |
| Arbitro:                                            | Zelocchi (Modena) |               |          |                                                        |

#### Girone di ritorno
| Arbitro: | Dattilo (Roma) |

|                            |           |  |
| Rosellini 43’ Corbelli 63’ | Marcatori |  |

| Arbitro: | Donati (Milano) |

|                                                   |           |                                |
| V. Sentimenti 39’, 76’ Lushta 40’ Meazza 48’, 60’ | Marcatori | 18’ (rig.), 87’ (rig.) Alberti |

| Arbitro: | Dattilo (Roma) |

|                             |           |  |
| Piacentini 25’ Ferraris 40’ | Marcatori |  |

| Arbitro: | Bellè (Venezia) |

|                                       |           |                  |
| Lushta 9’, 24’ V. Sentimenti 30’, 82’ | Marcatori | 45’ (rig.) Tabor |

| Arbitro: | Scorzoni (Bologna) |

|  |           |                               |
|  | Marcatori | 26’ Meazza 70’ (aut.) Lamanna |

| Arbitro: | Curradi (Firenze) |

|                              |           |                                                 |
| Lushta 77’ V. Sentimenti 81’ | Marcatori | 16’ Pisa 23’ Piola 63’ Puccinelli 71’ Gualtieri |

| Arbitro: | Barlassina (Novara) |

|                           |           |                              |
| Reguzzoni 74’ Matošić 82’ | Marcatori | 14’ Lushta 59’ V. Sentimenti |

| Arbitro: | Fois (Roma) |

|                                                         |           |  |
| Locatelli 6’ Borel 9’ V. Sentimenti 14’ Lustha 23’, 39’ | Marcatori |  |

| Arbitro: | Scarpi (Dolo) |

|                               |           |            |
| Gaddoni 75’, 90’ Candiani 82’ | Marcatori | 53’ Meazza |

| Arbitro: | Scorzoni (Bologna) |

|                      |           |  |
| Lushta 22’, 60’, 65’ | Marcatori |  |

| Arbitro: | Bianchi (La Spezia) |

|                                               |           |                  |
| Magni 12’, 17’, 79’, 85’ Lushta 56’ Borel 89’ | Marcatori | 46’, 72’ Cergoli |

| Arbitro: | Scorzoni (Bologna) |

|            |           |                             |
| Sotgiu 68’ | Marcatori | 15’ V. Sentimenti 89’ Borel |

| Arbitro: | Scotto (Savona) |

|           |           |                      |
| Magni 62’ | Marcatori | 3’ Amadei 30’ Coscia |

| Arbitro: | Zelocchi (Modena) |

|                      |           |                                      |
| Bui 33’ Gei 46’, 68’ | Marcatori | 32’, 83’ Magni 59’ Meazza 78’ Lushta |

| Arbitro: | Fois (Roma) |

|                         |           |                                                         |
| Locatelli 17’ Magni 40’ | Marcatori | 15’, 29’ Quaresima 49’ Colaussi 74’, 80’, 88’ Marchetti |

### Coppa Italia
| Arbitro: | Gamba (Napoli) |

|                  |           |                                                                       |
| Preti 43’ (rig.) | Marcatori | 22’ Lushta 57’ (rig.), 62’ (rig.), 67’ (rig.), 86’, 88’ V. Sentimenti |

| Arbitro: | Galeati (Bologna) |

|                      |           |                                |
| Ventimiglia 13’, 48’ | Marcatori | 35’ Pisa 57’ Boriçi 62’ Koenig |

## Statistiche

### Statistiche di squadra
| Competizione | Punti | In casa | In casa | In casa | In casa | In casa | In casa | In trasferta | In trasferta | In trasferta | In trasferta | In trasferta | In trasferta | Totale | Totale | Totale | Totale | Totale | Totale | DR  |
| Competizione | Punti | G       | V       | N       | P       | Gf      | Gs      | G            | V            | N            | P            | Gf           | Gs           | G      | V      | N      | P      | Gf     | Gs     | DR  |
| ------------ | ----- | ------- | ------- | ------- | ------- | ------- | ------- | ------------ | ------------ | ------------ | ------------ | ------------ | ------------ | ------ | ------ | ------ | ------ | ------ | ------ | --- |
| Serie A      | 37    | 15      | 10      | 1       | 4       | 51      | 31      | 15           | 6            | 4            | 5            | 24           | 24           | 30     | 16     | 5      | 9      | 75     | 55     | +20 |
| Coppa Italia | -     | 1       | 0       | 0       | 1       | 2       | 3       | 1            | 1            | 0            | 0            | 6            | 1            | 2      | 1      | 0      | 1      | 8      | 4      | +4  |
| Totale       | -     | 16      | 10      | 1       | 5       | 53      | 34      | 16           | 7            | 4            | 5            | 30           | 25           | 32     | 17     | 5      | 10     | 83     | 59     | +24 |

### Statistiche dei giocatori
| Giocatore      | Serie A  | Serie A | Coppa Italia | Coppa Italia | Totale   | Totale  |
| Giocatore      | Presenze | Reti    | Presenze     | Reti         | Presenze | Reti    |
| -------------- | -------- | ------- | ------------ | ------------ | -------- | ------- |
| S. Bellini     | 5        | 3       | 2            | 0            | 7        | 3       |
| F. Borel       | 25       | 7       | -            | -            | 25       | 7       |
| F. Capocasale  | 3        | 0       | -            | -            | 3        | 0       |
| L. Colaneri    | -        | -       | 1            | 0            | 1        | 0       |
| T. Depetrini   | 24       | 1       | 2            | 0            | 26       | 1       |
| A. Foni        | 20       | 0       | -            | -            | 20       | 0       |
| U. Locatelli   | 27       | 3       | 2            | 0            | 29       | 3       |
| R. Lushta      | 26       | 17      | 2            | 1            | 28       | 18      |
| P. Magni       | 22       | 10 (-1) | 2            | 0            | 24       | 10 (-1) |
| A. Marelli     | 3        | 0       | -            | -            | 3        | 0       |
| G. Meazza      | 27       | 10      | -            | -            | 27       | 10      |
| C. Parola      | 27       | 0       | 2            | 0            | 29       | 0       |
| G. Peruchetti  | 7        | -19     | -            | -            | 7        | -19     |
| E. Rabitti     | 1        | 0       | -            | -            | 1        | 0       |
| P. Rava        | 13       | 0       | -            | -            | 13       | 0       |
| L. Sentimenti  | 22       | -35     | 2            | -4           | 24       | -39     |
| V. Sentimenti  | 30       | 19      | 2            | 5            | 32       | 24      |
| P. Sforzin     | 5        | 0       | 2            | 0            | 7        | 0       |
| G. Varglien    | 30       | 0       | 2            | 0            | 32       | 0       |
| M. Ventimiglia | 13       | 3       | 1            | 2            | 14       | 5       |